# Градинар, Дмитрий Степанович
 Дмитрий Степанович Градинар (род. 1971, Харьков Украинской ССР) — русский писатель-фантаст.

## Биография
Окончил Харьковский юридический институт. В настоящее время проживает в Кишинёве (Молдавия). Женат, имеет двоих детей. Работает адвокатом, однако на протяжении последних четырех лет активно занимается литературным творчеством.
К настоящему времени опубликовано три романа в издательстве «Лениздат» (Санкт-Петербург) и несколько рассказов в различных журналах.
Литературные премии — Диплом Европейского совета по фантастике за удачный дебют и специальная премия «Восходящая звезда» Харьковского клуба «Искатель».

## Компьютерные игры
- «Мир Приливов» космическая трехмерная MMORPG по мотивам цикла «Трижды погибший»